# Connie Chen
Connie Chen (Pretoria, 26 oktober 1992) is een Zuid-Afrikaanse golfprofessional. Ze woont in Pretoria en speelt op de Waterkloof Golf Club. 

## Amateur
In 2010 was Chen de beste amateur van Zuid-Afrika. Ze won het Nationaal Kampioenschap junioren, speelde het Wereld Landen Team Kampioenschap en eindigde daar individueel op de derde plaats. 

## Professional
Chen werd in 2010 professional. Ze werd 33ste op de Tourschool en speelt sinds 2011 op de Ladies European Tour (LET). Ze verdiende in haar rookieseizoen ruim € 21.000 en behield haar speelrecht.